# Боркі (Зволенський повіт)
Боркі (пол. Borki) — село в Польщі, у гміні Тчув Зволенського повіту Мазовецького воєводства.
Населення — 451 особа (2011).
У 1975-1998 роках село належало до Радомського воєводства.

## Демографія
Демографічна структура станом на 31 березня 2011 року:
|          | Загалом | Допрацездатний вік | Працездатний вік | Постпрацездатний вік |
| -------- | ------- | ------------------ | ---------------- | -------------------- |
| Чоловіки | 231     | 46                 | 166              | 19                   |
| Жінки    | 220     | 36                 | 136              | 48                   |
| Разом    | 451     | 82                 | 302              | 67                   |